# Selknam
Os Selknam ou selk'nam, também conhecidos como ona ou onawo, são um povo indígena da região patagônica do sul da Argentina e do Chile, em especial, das ilhas da Terra do Fogo. Eles foram um dos últimos grupos nativos na América do Sul a ser encontrados por migrantes étnicos europeus ou ocidentais no final do século XIX. Neste período foram alvo de um massacre que ficou conhecido como Genocídio Selk'nam. Sua língua nativa é a ona, também conhecida como selk'nam.
No mês de abril do ano de 2021, um mural em sua homenagem foi inaugurado na Travessa do Liceu centro da cidade do Rio de Janeiro, no Brasil.

## História

### Periodo Pré-colonial
Embora os selk'nam estejam intimamente associados à vida na região nordeste da Terra do Fogo, eles se originaram, como povo, no continente. Há milhares de anos migraram de canoa pelo Estreito de Magalhães. Seu território, no Holoceno, variou provavelmente até a área de Cerro Benitez na cordilheira de Cerro Toro no Chile.

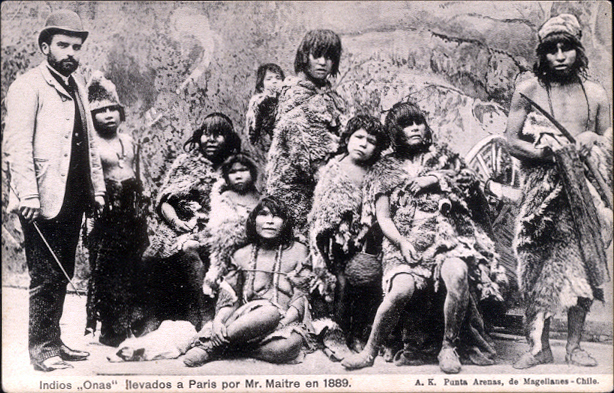
Selknans exibidos na Exposição Universal.
(Paris, 1889).

### Século XIX
Com a descoberta do ouro e a expansão da pecuária ovina, os governos argentino e chileno começaram os esforços para explorar, colonizar e integrar os povos indígenas da Terra do Fogo, região que foi nomeada desta maneira por conta das observações pelos primeiros exploradores de incêndios causados por este povo.

## Língua
A língua falada pelos Selk'nam é a Ona. Faz parte das línguas chonanas da Patagónia e foi quase extinta, devido ao genocídio Selk'nam do final do século XIX.
Eles são considerados extintos como uma tribo, mas a língua resiste. Joubert Yanten Gomez, mestiço chileno nativo de Santiago e prodígio linguístico que é de ascendência selk'nam, tem ensinado a si mesmo a língua e é considerado o único falante do idioma de seu povo; ele usa o nome Keyuk.

## Genocídio Selk'nam
Durante a segunda metade do século XIX e o início do século XX, ocorreu um massacre contra os indígenas da etnia selk’nam, também denominado "Genocídio Selk'nam". O conflito e violância gerados pelos colonizadores que vieram em busca de exploração comercial proporcionou um morticínio deplorável destes povos originários. Em um curto período de tempo, entre dez a quinze anos, os selk’nam viram sua população estimada em três mil índios reduzir para aproximadamente 500.

## Homenagens

### Mural
"O povo selk'nam é originário da Terra do Fogo no extremo sul do Abya Yala, área hoje compreendida nos territórios de Chile e Argentina. Tinham especial relação com a baleia, animal com o qual o xamã estabelecia uma conexão espiritual e através de cantos a atraia para a praia até que encalhasse. A baleia possuia grande valor material, simbólico e espiritual para os selk'nam"

Trecho do Mural
No mês de abril de 2021 um mural de mosaico sobre o povo Selk'nam foi inaugurado na Travessa do Liceu centro da cidade do Rio de Janeiro, no Brasil. O trabalho foi de autoria do Ateliê Cosmonauta Mosaicos, patrocinado pela Lei Aldir Blanc. Além da representação visual do etnia Selk'nam, o mural possui um texto informativo sobre este povo.